# Herbert Hesmer
Herbert Hesmer (* 21. August 1904 in Plettenberg; † 13. Juni 1982 in Lüneburg) war ein deutscher Forstwissenschaftler. Er ist vor allem mit Untersuchungen zur Agroforstwirtschaft in den Tropen sowie zu Waldgeschichte und Forstwirtschaft in Nordrhein-Westfalen hervorgetreten.

## Leben
Herbert Hesmer wurde am 21. August 1904 im westfälischen Plettenberg geboren. Nach dem Abitur studierte er von 1923 bis 1928 an den Forstlichen Hochschulen in Eberswalde und Hannoversch Münden sowie an der Universität Kiel. In dieser Zeit unternahm er selbständige Studienreisen in die Urwaldgebiete Bulgariens und in die Türkei. 1928 wurde er mit der Untersuchung Die Waldgeschichte der Nacheiszeit des nordwestdeutschen Berglandes auf Grund von pollenanalytischen Mooruntersuchungen in Hann. Münden zum Doktor der Forstwissenschaften promoviert. Es folgte das Referendariat, das er 1930 als Forstassessor abschloss. Da er sich entschlossen hatte, die wissenschaftliche Laufbahn einzuschlagen, begann Hesmer im gleichen Jahr eine Tätigkeit als Assistent am Waldbauinstitut der Forstlichen Hochschule Eberswalde, wo er sich 1933 für die Fächer „Waldbau“ und „Pflanzengeographie“ habilitierte. Er war bereits zum 1. Dezember 1931 der NSDAP beigetreten (Mitgliedsnummer 854.064) und unterzeichnete im November 1933 das Bekenntnis der Professoren an den deutschen Universitäten und Hochschulen zu Adolf Hitler. Er blieb als Privatdozent an dieser Hochschule, wurde 1936 zum Leiter des neu errichteten Instituts für Waldkunde berufen, 1937 zum nichtbeamteten und 1938 zum beamteten außerordentlichen Professor. Als Nachfolger Alfred Denglers leitete er dann ab 1939 das so genannte Möllerinstitut für Waldbau und Waldkunde in Eberswalde und wurde 1941 schließlich ordentlicher Professor für Forstwirtschaft (Waldbau) an der Forstlichen Hochschule.
Während des Zweiten Weltkriegs war Hesmer im Kriegsforstverwaltungsdienst tätig, so 1944/1945 als Leiter der Militärforstverwaltung in Italien. 1945 geriet er in Kriegsgefangenschaft, aus der er 1946 wieder entlassen wurde. Hesmer ging dann in das künftige Bundesland Nordrhein-Westfalen, wo er zwischen 1947 und 1949 zunächst mit Forschungsaufträgen der neuen Landesforstverwaltung, etwa zur Aufforstungsplanung, betraut wurde. Von 1949 bis 1959 verwaltete er dann das Lehr- und Versuchsforstamt Kottenforst  bei Bonn. Im Jahr 1950 erhielt er die Leitung der Forstlichen Forschungsanstalt des Landes Nordrhein-Westfalen sowie deren, auf Initiative des damaligen Landwirtschaftsministers Heinrich Lübke eingerichteten Instituts für Waldbau in Bonn übertragen. Diese Funktionen hatte er bis 1968 inne. Ab 1948 war Hesmer zudem Gastprofessor, ab 1959 schließlich ordentlicher Professor für Forstwirtschaft an der Universität Bonn. Ab 1968 leitete Professor Hesmer die Forschungsstelle für Forstwirtschaft in Entwicklungsländern an der Universität Bonn. Bereits zuvor hatten ihn zahlreiche Reisen in nahezu alle Waldgebiete der Erde geführt. 1963 hatte Hesmer eine halbjährige Gastprofessur an der Waseda-Universität Tokio inne.
Seine Forschungsergebnisse fasste Hesmer in sechs Büchern und zahlreichen Abhandlungen für Fachzeitschriften zusammen. Daneben gab er Standardwerke wie Die Technik der Kiefernkultur, Die Technik der Fichtenkultur und Das Pappelbuch sowie von 1935 bis 1968 auch die Fachzeitschrift Forstarchiv heraus. Rund anderthalb Jahrzehnte lang beriet Hesmer auch den Deutschen Pappelverein. Er war Mitglied der Akademie der Deutschen Forstwissenschaft und korrespondierendes Mitglied der Finnischen Forstwissenschaftlichen Gesellschaft. Herbert Hesmer starb am 13. Juni 1982 in Lüneburg.

## Leistungen
Während seiner Forschungsjahre in Eberswalde beschäftigte sich Herbert Hesmer intensiv mit der unterschiedlichen Waldentwicklung auf verschiedenen Standorten und leistete eine einwandfreie Ermittlung der Baumartenzusammensetzung der natürlichen Bestockung, deren Verhältnis von der seinerzeit herrschenden pflanzensoziologischen Richtung verzerrt gesehen wurde. Die exakte Klärung der natürlichen Bewaldungsverhältnisse gelang Hesmer und seinen Mitarbeitern vor allem mit paläofloristischen Untersuchungen von Trockentorfbildungen. Als Nebeneffekt dieser Analysen wurde eine Reihe von pflanzlichen und tierischen Fossilien erstmals bestimmt. In Zusammenarbeit mit Jürgen Meyer und Elisabeth Freiin von Gaisberg stellte Hesmer in dem Buch Waldgräser (1940) die waldbaulich als Standortsindikatoren bedeutsamen Süß- und Sauergräser zusammen. Das Buch war lange ein Standardwerk und erlebte bis 1969 noch drei weitere Auflagen.
Maßgeblich beteiligt war Hesmer zudem an der Erarbeitung des Kartenwerks Die heutige Bewaldung Deutschlands (1937), das zum ersten Mal in der Geschichte die Zusammensetzung des deutschen Waldes nach Baum- und Betriebsarten zusammengefasst aufzeigte. Ein weiteres Werk, Die natürliche Bewaldung Deutschlands, wurde indes mitsamt seinem umfangreichen Kartenmaterial und vielen Untersuchungsergebnissen bei Kriegsende vernichtet. Im Zusammenhang mit der Frage nach der natürlichen Waldentwicklung ohne Eingriffe des Menschen hatte Hesmer bereits im Jahr 1934 vorgeschlagen, von allen Waldgesellschaften möglichst naturnahe Teile zwischen etwa fünf bis 20 Hektar Größe als so genannte „Naturwaldzellen“ auszuscheiden, die von jeder wirtschaftlichen Nutzung ausgenommen und lediglich als Forschungs- und Demonstrationsobjekte dienen sollten. Hesmers Anregung wurde jedoch erst nach dem Zweiten Weltkrieg aufgrund gesetzlicher Grundlagen in die Tat umgesetzt.
Nach dem Zweiten Weltkrieg sah Hesmer eine der vordringlichsten Aufgaben darin, für die notwendigen großflächigen Aufforstungen nach den Waldzerstörungen durch die Kriegshandlungen sowie den Reparationshieben der Alliierten das Wissen um die Kulturtechnik für den Anbau von Fichte und Waldkiefer zusammenzufassen und der Praxis zur Verfügung zu stellen. So entstanden die von mehreren Autoren gemeinsam verfassten Anleitungen Die Technik der Kiefernkultur (1949) und Die Technik der Fichtenkultur (1950). In jahrelanger wissenschaftlicher Kleinarbeit erforschte Hesmer ein natürliches Vorkommen einer hervorragend veranlagten Tieflandskiefer im östlichen Münsterland und deren Geschichte. Hesmer nahm sich zudem in enger Zusammenarbeit mit dem Forstentomologen Fritz Schwerdtfeger auch der Probleme der Stieleichen-Wirtschaft an, die unter dem ständigen Fraß des Eichenwicklers litt. Intensiv untersuchte er so genannte „Späteichen“-Vorkommen in Deutschland und Jugoslawien, deren Eigenschaft, später als ihre übrigen Artgenossen auszutreiben, ihm als einzige Möglichkeit erschien, die Stieleichen-Wirtschaft zu sanieren und deren Erträge zu steigern. Dazu wurde auch entsprechendes forstliches Saatgut aus Jugoslawien eingeführt.
Im Forstamt Kottenforst widmete sich Hesmer den waldbaulichen Problemen auf Pseudogley-Böden, ließ mehrere hundert Hektar Waldbestände aus fremdländischen Baumarten, darunter der Douglasie, anlegen und untersuchte Biologie, Ökologie und waldbauliches Verhalten der Winter-Linde, die im Kottenforst ihr größtes natürliches Vorkommen in der damaligen Bundesrepublik hatte. Dort ließ Hesmer auch die Einsatzmöglichkeiten motorisierter und tragbarer Freischneider aus den USA testen, was wiederum die Entwicklung entsprechender deutscher Geräte beeinflusste. Als passionierter Jäger sorgte er zudem 1952 für die Wiedereinbürgerung des Damwilds im Kottenforst.
In der Windschutzanlage Ollesheim schließlich wurden Bedeutung und Auswirkungen des Windschutzes in den oft baumfreien rheinischen Gegenden untersucht. Unter Hesmers Leitung wurden darüber hinaus die forstwirtschaftlichen Auswirkungen des Dürrejahres 1959 für ganz Nordrhein-Westfalen ermittelt. Für die aufkommende Pappel-Wirtschaft gab Hesmer das Standardwerk Das Pappelbuch (1951) heraus und brachte später aus Amerika und Asien Saat- und Steckgut bisher in Europa noch nicht angebauter und untersuchter Pappelarten, -provenienzen und -sorten mit. 1958 veröffentlichte er die Monographie Wald- und Forstwirtschaft in Nordrhein-Westfalen, die jahrzehntelang ebenfalls ein Standardwerk bleiben sollte. Darin verwob Hesmer wirtschaftliche und geschichtliche Entwicklungen und Bedingtheiten. 1963 folgte die zusammen mit Fred-Günter Schroeder verfasste Darstellung Waldzusammensetzung und Waldbehandlung im Niedersächsischen Tiefland westlich der Weser und in der Münsterschen Bucht bis zum Ende des 18. Jahrhunderts.
Nachdem Professor Hesmer 1959 die Leitung des Forstamtes Kottenforst abgegeben hatte, widmete er sich zunehmend den Fragen der Weltforstwirtschaft, speziell der Agroforstwirtschaft. Dabei konzentrierte er sich vorrangig auf den in den Tropen geübten zerstörerischen Brandrodungswanderfeldbau. Ziel war, diesen als Beitrag zur Entwicklungshilfe durch einen kombinierten land- und forstwirtschaftlichen Anbau mit Nutzholzerzeugung zu ersetzen. Bei seinen Reisen rund um den Globus erfasste Hesmer in insgesamt 44 Ländern, die alle Tropengebiete abdeckten, Voraussetzungen, Techniken und Ergebnisse solcher nachhaltigen Nutzungsformen. Um die oftmals so gut wie unzugänglichen Gebiete zu erkunden, nutzte Hesmer nicht nur Waldbefliegungen, sondern bestieg bis ins siebte Lebensjahrzehnt hinein viele Berge aller Tropen bis über die alpine Baumgrenze hinaus. Seine Erfahrungen aus Afrika und Asien fasste er in dem zweibändigen Werk Der kombinierte land- und forstwirtschaftliche Anbau (1966 und 1970) zusammen. Daneben hat Hesmer seine Reisen auch stets fotografisch dokumentiert, woraus eine der umfangreichsten forstlichen Lichtbildsammlungen überhaupt entstand. 1975 veröffentlichte er zudem eine Biographie des Pioniers der tropischen Forstwirtschaft und international bekanntesten deutschen Forstmannes, Sir Dietrich Brandis.

## Auszeichnungen
- 1974 – Bernhard-Eduard-Fernow-Plakette des Deutschen Forstvereins

## Schriften
- Die Waldgeschichte der Nacheiszeit des nordwestdeutschen Berglandes auf Grund von pollenanalytischen Mooruntersuchungen, Dissertationsschrift, Berlin 1928
- Naturwaldzellen. Der Deutsche Forstwirt 16 (1934) 133-135 und 141-143.
- Die heutige Bewaldung Deutschlands. Dargestellt an Hand von 17 Karten der einzelnen Holz- und Betriebsarten, Berlin 1937 (2., neubearbeitete Auflage Berlin 1938)
- zusammen mit Jürgen Meyer und Elisabeth Freiin von Gaisberg: Waldgräser, Hannover 1940 (4. Auflage Hannover 1969)
- Der Wald im Weichsel- und Wartheraum, Hannover 1941
- als Gesamtbearbeiter: Die Technik der Kiefernkultur, (Mitteilungen der Technischen Zentralstelle der Deutschen Wirtschaft, Band 8), Hannover 1949
- als Gesamtbearbeiter: Die Technik der Fichtenkultur, (Mitteilungen der Technischen Zentralstelle der Deutschen Wirtschaft, Band 9), Hannover 1950
- als Gesamtbearbeiter: Pappelwirtschaft. Mitteilungen des Deutschen Pappelvereins, Bonn 1948–1952
  - Heft 1: Bericht über die Tagung auf Grube Fortuna am 8. Juli 1948
  - Heft 2: Bericht über die Tagung in Bonn vom 13.-15. Juli 1949
  - Heft 3: Zur Tagung des Deutschen Forstvereins in Bonn 1952
- als Mitverfasser und Herausgeber: Das Pappelbuch, Bonn 1951
- Wald und Forstwirtschaft in Nordrhein-Westfalen. Bedingtheiten, Geschichte, Zustand, Hannover 1958
- zusammen mit Fred-Günter Schroeder: Waldzusammensetzung und Waldbehandlung im Niedersächsischen Tiefland westlich der Weser und in der Münsterschen Bucht bis zum Ende des 18. Jahrhunderts. Forstgeschichtlicher Beitrag zur Klärung der natürlichen Holzartenzusammensetzung und ihrer künstlichen Veränderungen bis in die frühe Waldbauzeit, (Decheniana, Band 11), Bonn 1963
- Der kombinierte land- und forstwirtschaftliche Anbau
  - Teil 1.: Tropisches Afrika, (Wissenschaftliche Schriftenreihe des Bundesministeriums für Wirtschaftliche Zusammenarbeit, Band 8), Stuttgart 1966
  - Teil  2.: Tropisches und subtropisches Asien, (Wissenschaftliche Schriftenreihe des Bundesministeriums für Wirtschaftliche Zusammenarbeit, Band 17), Stuttgart 1970
- Leben und Werk von Dietrich Brandis. 1824 – 1907. Begründer der tropischen Forstwirtschaft, Förderer der forstlichen Entwicklung in den USA, Botaniker und Ökologe, :  ([Wissenschaftliche] Abhandlungen der Rheinisch-Westfälischen Akademie der Wissenschaften, Band 58), Opladen 1975, ISBN 3-531-0958-5
- Einwirkungen der Menschen auf die Wälder der Tropen. Waldformationen – Eingriffe – Forstwirtschaft in kolonialer Zeit, (aus dem Nachlass herausgegeben von Eberhard F. Brünig; Forschungsberichte des Landes Nordrhein-Westfalen, Heft 3202. Fachgruppe Geisteswissenschaften), Opladen 1986, ISBN 3-531-03202-X
- Einwirkungen der Menschen auf die Wälder der borealen kühlen Zonen der alten Welt. Island, Norwegen, Schweden, Finnland, Sowjetunion,  (aus dem Nachlass herausgegeben von Eberhard F. Bruenig, bearbeitet von Jutta Poker; Forschungsberichte des Landes Nordrhein-Westfalen, Heft 3211. Fachgruppe Geisteswissenschaften), Opladen 1986, ISBN 3-531-03211-9

Von 1935 bis 1968 gab Hesmer zudem die Fachzeitschrift Forstarchiv heraus.